# Modal testing
Modal testing (thử nghiệm Modal) là một dạng thử nghiệm rung của một đối tượng theo đó các tần số tự nhiên (modal), khối lượng modal, tỷ lệ giảm xóc modal và hình dạng chế độ của đối tượng đang thử được xác định.
Một thử nghiệm modal bao gồm một giai đoạn mua lại và một giai đoạn phân tích. Quá trình hoàn chỉnh thường được gọi là Phân tích modal hoặc Phân tích modal thực nghiệm.
Có nhiều cách để thực hiện thử nghiệm modal nhưng thử nghiệm búa và shaker (thử nghiệm rung) là phổ biến. Trong cả hai trường hợp năng lượng được cung cấp cho hệ thống với một nội dung tần số đã biết. Trường hợp cộng hưởng cấu trúc xảy ra sẽ có một khuếch đại đáp ứng, thấy rõ trong phổ đáp ứng. Sử dụng phổ phản ứng và phổ lực, có thể thu được hàm truyền. Hàm truyền (hoặc chức năng đáp ứng tần số (FRF)) thường là đường cong phù hợp để ước lượng các thông số modal; tuy nhiên, có rất nhiều phương pháp ước lượng tham số và nó là chủ đề của nhiều nghiên cứu.

Bố cục mẫu của thử nghiệm modal

## Thử nghiệm modal va đập búa
Một tác động lý tưởng cho một cấu trúc là một xung động hoàn hảo, trong đó có một thời gian vô hạn nhỏ, gây ra một biên độ không đổi trong miền tần số; điều này sẽ dẫn đến tất cả chế độ rung được kích thích với năng lượng bằng nhau. Thử nghiệm tác động búa được thiết kế để mô phỏng điều này; tuy nhiên, trong thực tế, một cái va đập không thể kéo dài trong một thời gian nhỏ vô hạn, nhưng có một thời gian va chạm đã biết. Khoảng thời gian tiếp xúc trực tiếp ảnh hưởng đến nội dung tần số của force, với thời gian tiếp xúc lớn hơn gây ra dải băng thông nhỏ hơn. load cell được gắn vào đầu búa để ghi lại lực. Thử tác động búa là lý tưởng cho các cấu trúc trọng lượng nhẹ nhỏ; tuy nhiên vì kích thước của cấu trúc tăng các vấn đề có thể xảy ra do tỷ lệ tín hiệu tiếng ồn kém. Điều này là phổ biến đối với các cấu trúc công trình dân dụng lớn.

## Thử nghiệm modal shaker
Shaker là một thiết bị kích thích vật thể hoặc cấu trúc theo tín hiệu đầu vào khuếch đại của nó. Một số tín hiệu đầu vào có sẵn cho thử nghiệm phương thức, nhưng cấu hình dao động sine và tần số rung ngẫu nhiên là các tín hiệu được sử dụng phổ biến nhất.
Các vật thể hoặc cấu trúc nhỏ có thể được gắn trực tiếp vào bàn rung. Với một số loại máy rung, phần cứng thường được gắn vào cơ thể để thử nghiệm bằng dây đàn piano (lực kéo) hoặc cú đấm đau (lực đẩy). Khi tín hiệu được truyền qua dây đàn piano hoặc stinger, đối tượng phản ứng theo cách tương tự như thử nghiệm tác động, bằng cách giảm bớt một số và khuếch đại các tần số nhất định. Các tần số này được đo bằng tần số phương thức. Thông thường, một cell load được đặt giữa shaker và cấu trúc để thu được lực kích thích.
Đối với các cấu trúc kỹ thuật dân dụng lớn, các cối xay lớn hơn được sử dụng, có thể nặng 100 kg trở lên và áp dụng một lực của hàng trăm newton. Một số loại máy rung phổ biến: máy rung khối quay, máy rung điện, và máy rung điện thủy lực. Đối với các máy rung khối quay, lực có thể được tính toán khi biết khối lượng và tốc độ quay; đối với máy rung điện động, lực có thể thu được thông qua một tế bào tải, hoặc một gia tốc đặt trên khối lượng di chuyển của máy rung. Shakers có thể có lợi thế hơn búa tác động vì chúng có thể cung cấp nhiều năng lượng hơn cho cấu trúc trong một khoảng thời gian dài hơn. Tuy nhiên, vấn đề cũng có thể được giới thiệu; máy rung có thể ảnh hưởng đến tính chất động lực học của cấu trúc và cũng có thể làm tăng độ phức tạp của phân tích do lỗi windowing.